# Население Румынии
Население Румынии по результатам переписи 2011 года составило 20 121 641 житель, по численности Румыния занимает девятое место в Европе.
Как и в других странах восточноевропейского региона, в Румынии наблюдается долговременное сокращение численности населения как по причине высокой естественной убыли, так и из-за существенного миграционного оттока. Рождаемость составляет 10,5 на 1000 человек, смертность — 12,0 на 1000 человек. 
По оценке Евростата по состоянию на 1 января 2014 года численность населения Румынии сократилась до 19 942 642 жителей.
Население по данным Евростат
| Год  | Население  | Мужчин     | Женщин     |
| ---- | ---------- | ---------- | ---------- |
| 2019 | 19 414 458 | 9 500 450  | 9 914 008  |
| 2018 | 19 530 631 | 9 553 249  | 9 977 382  |
| 2017 | 19 643 949 | 9 602 080  | 10 041 869 |
| 2016 | 19 760 585 | 9 649 733  | 10 110 852 |
| 2015 | 19 870 647 | 9 707 074  | 10 163 573 |
| 2014 | 19 947 311 | 9 746 052  | 10 201 259 |
| 2013 | 20 020 074 | 9 761 480  | 10 258 594 |
| 2012 | 20 095 996 | 9 777 107  | 10 318 889 |
| 2011 | 20 199 059 | 9 832 949  | 10 366 110 |
| 2010 | 20 294 683 | 9 880 409  | 10 414 274 |
| 2009 | 20 440 290 | 9 951 873  | 10 488 417 |
| 2008 | 20 635 460 | 10 049 194 | 10 586 266 |
| 2007 | 21 130 503 | 10 289 996 | 10 840 507 |
| 2006 | 21 257 016 | 10 351 833 | 10 905 183 |
| 2005 | 21 382 354 | 10 417 145 | 10 965 209 |
| 2004 | 21 521 142 | 10 484 847 | 11 036 295 |
| 2003 | 21 627 509 | 10 538 907 | 11 088 602 |
| 2002 | 21 833 483 | 10 664 186 | 11 169 297 |
| 2001 | 22 430 457 | 10 963 364 | 11 467 093 |
| 2000 | 22 455 485 | 10 980 041 | 11 475 444 |
| 1999 | 22 488 595 | 11 001 183 | 11 487 412 |
| 1998 | 22 526 093 | 11 027 079 | 11 499 014 |
| 1997 | 22 581 862 | 11 062 955 | 11 518 907 |
| 1996 | 22 656 145 | 11 107 719 | 11 548 426 |
| 1995 | 22 712 394 | 11 143 398 | 11 568 996 |
| 1994 | 22 748 027 | 11 168 810 | 11 579 217 |
| 1993 | 22 778 533 | 11 191 019 | 11 587 514 |
| 1992 | 22 810 035 | 11 213 763 | 11 596 272 |
| 1991 | 23 192 274 | 11 439 785 | 11 752 489 |
| 1990 | 23 211 395 | 11 450 831 | 11 760 564 |
| 1989 | 23 111 521 | 11 402 309 | 11 709 212 |
| 1988 | 23 003 802 | 11 350 052 | 11 653 750 |
| 1987 | 22 895 058 | 11 296 033 | 11 599 025 |
| 1986 | 22 778 624 | 11 239 654 | 11 538 970 |
| 1985 | 22 687 374 | 11 195 281 | 11 492 093 |
| 1984 | 22 593 720 | 11 149 212 | 11 444 508 |
| 1983 | 22 527 235 | 11 115 570 | 11 411 665 |
| 1982 | 22 424 246 | 11 064 358 | 11 359 888 |
| 1981 | 22 281 894 | 10 993 753 | 11 288 141 |
| 1980 | 22 132 670 | 10 918 096 | 11 214 574 |
| 1979 | 22 048 305 | 10 875 027 | 11 173 278 |
| 1978 | 21 854 622 | 10 777 854 | 11 076 768 |
| 1977 | 21 657 569 | 10 677 731 | 10 979 838 |
| 1976 | 21 445 698 | 10 564 943 | 10 880 755 |
| 1975 | 21 141 468 | 10 405 968 | 10 735 500 |
| 1974 | 20 917 390 | 10 289 614 | 10 627 776 |
| 1973 | 20 753 972 | 10 203 307 | 10 550 665 |
| 1972 | 20 561 942 | 10 103 677 | 10 458 265 |
| 1971 | 20 361 192 | 10 000 197 | 10 360 995 |
| 1970 | 20 139 603 | 9 885 935  | 10 253 668 |
| 1969 | 19 878 678 | 9 751 635  | 10 127 043 |
| 1968 | 19 720 984 | 9 670 757  | 10 050 227 |
| 1967 | 19 347 500 |            |            |
| 1966 | 19 083 400 |            |            |
| 1965 | 18 979 752 |            |            |
| 1964 | 18 858 500 |            |            |
| 1963 | 18 737 200 |            |            |
| 1962 | 18 615 900 |            |            |
| 1961 | 18 494 600 |            |            |
| 1960 | 18 319 210 |            |            |

## Общая характеристика
Естественная убыль населения Румынии наблюдается непрерывно с 1992 года. В 2014 году коэффициент младенческой смертности в Румынии был максимально высоким в ЕС и составлял до 8,4‰. Характеризуется относительно низкой продолжительностью жизни женщин (78) и мужчин (71) в 2014 году. Несмотря на сокращение населения в последние годы, плотность населения Румынии довольно высока по российским меркам и по-прежнему превышает 90 чел. на кв. км.; особенно густо заселеные предгорные равнины. Аграрное перенаселение в прошлом служило причиной многих крестьянских восстаний в стране.

## Аборты
В мировой демографической науке социалистическая Румыния стала известна как последняя европейская страна, предпринявшая попытку запрета аборта в 1966 году . Для достижения экономического прогресса Чаушеску провозгласил цель достичь роста численности населения до 25 миллионов человек к 1990 году. И действительно, мера произвела задуманный эффект, но он оказался краткосрочным. Сразу после введения запрета на аборты рождаемость в стране  выросла почти вдвое, но очень скоро её падение возобновилось. Дело в том что на чёрном рынке медицинских услуг быстро сформировался механизм осуществления подпольных абортов. В результате уже к 1983 году рождаемость вернулась к уровню 1966 года. Государство ответило ужесточением контроля за репродуктивным поведением женщин и показательными судебными процессами, но в условиях укоренившейся местнической коррупции это не помогло. Показательные судебные процессы только усиливали напряжение в обществе и, в конечном счете, привели к свержению власти Чаушеску. В Румынии, как и в СССР, число абортов долгое время превосходило число родов, что не встречается в западных странах. Печальным последствием запрета на аборты в Румынии стала высокая материнская смертность. Из-за антисанитарных и непрофессиональных условий проведения аборта этот показатель вырос в два раза: с 85,9 на сто тысяч живорождений в 1966 году в последний год перед запретом абортов до 174,8 случаев на сто тысяч живорождений в 1982-м. В 1980-е, по данным подсчётов, в год 84—89% материнских смертей в стране были вызваны именно нелегальными абортами. В 1990 году аборт был снова легализован, и показатель материнской смертности всего за один год снизился с 147,4 до 57,5 на сто тысяч живорождений. До 1995 года Румыния оставалась мировым лидером по числу абортов в пересчёте на душу населения, после чего она уступила место России.

## Динамика населения
Римляне, сражавшиеся с даками во II в. н. э., определяли численность ополчения противника в 200 тыс. человек. В 102—271 гг. Римская Дакия стала первой (и последней) организованной колонией Римской империи. Учитывая колоссальные ресурсы Римской империи на пике своего могущества, примерное население Дакии середины III века оценивается в не менее чем 1,0 млн человек. Дакия охватывала высокогорные долины Западной Румынии. На остальной территории Румынии проживали родственные фракийцам геты и ираноязычные роксоланы.
- 1 г. — 2,0 млн чел.
- 150 г. — 1,8 млн чел.
- 250 г. — 1,0 млн чел.
- 500 г. — 0,6 млн чел.
- 1000 г. — 0,9 млн чел.
- 1500 г. — 2,0 млн чел.
- 1600 г. — 1,3 млн чел.
- 1700 г. — 2,6 млн чел.
- 1800 г. — 5,6 млн чел.
- 1900 г. — 12 млн чел.
- 1930 г. — 14 280 729 чел.
- 1940 г. — 13 000 000 чел.
- 1955 г. — 17 000 000 чел.
- 1956 г. — 17 489 450 чел.
- 1966 г. — 19 103 163 чел.
- 1977 г. — 21 559 910 чел.
- 1992 г. — 22 810 035 чел.
- 1997 г. — 22 400 000 чел.
- 2002 г. — 21 680 974 чел.
- 2011 г. — 20 121 641 чел.
- 2014 г. — 19 942 642 чел.
- 2015 г. — 19 882 976 чел.
- 2016 г. — 19 823 310 чел.
- 2017 г. — 19 763 644 чел.
- 2018 г. — 19 703 978 чел.
- 2019 г. — 19 644 312 чел.

## Плотность населения
- Плотность населения Румынии по жудецам

## Урбанизация
Румыния традиционно является слабоурбанизированной страной, что отчасти объясняется относительно благоприятными климатическими условиями и традиционно аграрной специализацией экономики. В январе 2015 года лишь 56,4% населения страны проживало в городских поселениях, что сопоставимо с уровнем урбанизации в таких южных регионах России как Краснодарский край. После отказа от социализма, в стране прогрессирует дезурбанизация, и доля сельского населения растет (при сокращении численности) темпами примерно +0,2% в год. Городское население Румынии, как и в России, отличается преобладанием женщин (52,0%) над мужчинами и имеет крайне низкую долю детей (13,7%). В результате темпы сокращения городского населения страны, и без того не слишком многочисленного, являются одним из самых высоких в мире. В отличие от России, городское население, сокращающееся из-за высокой естественной убыли, не получает существенного миграционного прироста из-за пределов страны.

## Миграционные процессы
Наиболее существенный вклад в демографический кризиc Румынии, в отличие от России, вносит массовая эмиграция, достигающая порой размеров исхода населения из страны. Так в 1991 году миграционная убыль в стране достигла -18‰, к 2001 году она увеличилась до -25‰, в 2007 году, после вхождения в Европейский союз, составила -22‰. В 2008-2013 годы интенсивность миграционной убыли населения Румынии сокращалась отчасти из-за прибытия мигрантов из Молдовы, которым Румыния предоставила своё гражданство (сальдо миграции в 2013 году осталось отрицательным, но опустилось до -0,4‰ ), но затем вновь усилилась (до -1,8‰ в 2015 году).

## Этнический состав населения
Большинство жителей Румынии — румыны (89 % или 16 792 868 человек, по данным переписи 2011 года). Венгры занимают второе место по процентному соотношению (6,5 % или 1 227 623 человек) среди общего числа населения и составляют большинство в жудецах Харгита и Ковасна. Также в стране проживают цыгане (3,3 % или 621 573 человек), украинцы (0,3 % или 50 920 человек), немцы (0,2 % или 36 042 человек), турки (0,15 % или 27 698 человек), русские (в том числе липоване) — 0,1 % или 23 487 человек), дунайские татары (0,1 % или 20 282 человек), сербы (0,1 % или 18 076 человек), словаки (0,1 % или 13 654 человек).
В современной Румынии выделяются два крупных культурно-исторических ареала. Первый — так называемое Старое королевство с центром в столице Бухаресте и примыкающие к нему на северо-востоке земли Молдовы с центром в Яссах. Второй ареал — Трансильвания с историческим центром в Клуже, расположенная на северо-западе и занимающая большую часть Карпат. Трансильвания вошла в Румынию после Первой мировой войны, в результате распада Австро-Венгерской империи. Хотя румыноговорящее население обитало здесь издавна, значительную этническую группу составляли венгры. Вместе с тем, с начала 1990-х годов единственным этносом Румынии чья численность продолжает увеличиваться являются цыгане. При этом, согласно последней переписи 2011 г. лишь 40% румынских цыган сохраняют родной язык. Большинство из них перешло на румынский, в Трансильвании также и на венгерский.
Этнический состав населения Румынии по итогам переписей населения 1992, 2002 и 2011 годов
|                  | 1992 г.  | % от всего | 2002 г.  | % от всего | 2011 г.  | % от всего | % от указавших |
| ---------------- | -------- | ---------- | -------- | ---------- | -------- | ---------- | -------------- |
| Румыны           | 20401675 | 89,44%     | 19399597 | 89,48%     | 16792868 | 83,46%     | 88,92%         |
| Венгры           | 1624959  | 7,12%      | 1431807  | 6,60%      | 1227623  | 6,10%      | 6,50%          |
| Цыгане           | 401087   | 1,76%      | 535140   | 2,47%      | 621573   | 3,09%      | 3,29%          |
| Украинцы         | 65764    | 0,29%      | 61098    | 0,28%      | 50920    | 0,25%      | 0,27%          |
| Немцы            | 119462   | 0,52%      | 59764    | 0,28%      | 36042    | 0,18%      | 0,19%          |
| Турки            | 29832    | 0,13%      | 32098    | 0,15%      | 27698    | 0,14%      | 0,15%          |
| Русские          | 38606    | 0,17%      | 35791    | 0,17%      | 23487    | 0,12%      | 0,12%          |
| Дунайские татары | 24596    | 0,11%      | 23935    | 0,11%      | 20282    | 0,10%      | 0,11%          |
| Сербы            | 29408    | 0,13%      | 22561    | 0,10%      | 18076    | 0,09%      | 0,10%          |
| Словаки          | 19594    | 0,09%      | 17226    | 0,08%      | 13654    | 0,07%      | 0,07%          |
| Болгары          | 9851     | 0,04%      | 8025     | 0,04%      | 7336     | 0,04%      | 0,04%          |
| Хорваты          | 4085     | 0,02%      | 6807     | 0,03%      | 5408     | 0,03%      | 0,03%          |
| Греки            | 3940     | 0,02%      | 6472     | 0,03%      | 3668     | 0,02%      | 0,02%          |
| Евреи            | 8955     | 0,04%      | 5785     | 0,03%      | 3271     | 0,02%      | 0,02%          |
| Итальянцы        | 1356     | 0,01%      | 3288     | 0,02%      | 3203     | 0,02%      | 0,02%          |
| Поляки           | 4232     | 0,02%      | 3559     | 0,02%      | 2543     | 0,01%      | 0,01%          |
| Чехи             | 5797     | 0,03%      | 3941     | 0,02%      | 2477     | 0,01%      | 0,01%          |
| Китайцы          |          |            | 2243     | 0,01%      | 2017     | 0,01%      | 0,01%          |
| Чангоши          | 2062     | 0,01%      | 1266     | 0,01%      | 1536     | 0,01%      | 0,01%          |
| Армяне           | 1957     | 0,01%      | 1780     | 0,01%      | 1361     | 0,01%      | 0,01%          |
| Македонцы        | 6867     | 0,03%      |          |            | 1264     | 0,01%      | 0,01%          |
| другие           | 5184     | 0,02%      | 16850    | 0,08%      | 18524    | 0,09%      | 0,10%          |
| всего указали    | 22809269 | 100,00%    | 21679033 | 99,99%     | 18884831 | 93,85%     | 100,00%        |
| не указали       | 766      | 0,00%      | 1941     | 0,01%      | 1236810  | 6,15%      |                |
| Всего            | 22810035 | 100,00%    | 21680974 | 100,00%    | 20121641 | 100,00%    |                |

### Галерея
- Румыны по жудецам Румынии (перепись 2011)
- Венгры по жудецам Румынии (перепись 2011)
- Цыгане по жудецам Румынии (перепись 2011)

## Родной язык
Официальным языком Румынии является румынский язык, родной для 90 % жителей. Второй по распространенности язык в стране — венгерский язык, родной для 6,8 % населения.

## Религия
В Румынии нет официальной религии, однако подавляющее большинство населения — православные христиане.
- 86,8 % — Румынская православная церковь
- 6,0 % — протестанты
- 4,7 % — католики
- 2,4 % — другие (в основном мусульмане)

Основания древнейшей православной церкви в Румынии, датируемые IV веком, можно видеть в Дробета-Турну-Северин, однако в крипте одной из церквей были найдены мощи мучеников, пострадавших во время гонения Диоклетиана в III в.
Первые протестанты (лютеране, реформаты и унитариане) появились в стране в XVI веке. В XIX веке в Румынию проникают англикане, баптисты, адвентисты; в начале XX века — евангельские христиане и пятидесятники. В настоящий момент крупнейшими протестантскими конфессиями являются реформаты (560 тыс.) и пятидесятники (450 тыс.).